# Ojo de Agua, Córdoba
Ojo de Agua är en ort i Mexiko.   Den ligger i kommunen Córdoba och delstaten Veracruz, i den sydöstra delen av landet, 240 km öster om huvudstaden Mexico City. Ojo de Agua ligger 1 163 meter över havet och antalet invånare är 349.
Terrängen runt Ojo de Agua är varierad, och sluttar söderut. Runt Ojo de Agua är det mycket tätbefolkat, med 2 345 invånare per kvadratkilometer. Närmaste större samhälle är Córdoba, 9,1 km söder om Ojo de Agua. I omgivningarna runt Ojo de Agua växer i huvudsak städsegrön lövskog.